# Tove Fergo
Tove Fergo (ur. 24 września 1946 w Kopenhadze, zm. 4 października 2015) – duńska polityk i duchowna protestancka, parlamentarzystka, w latach 2001–2005 minister.

## Życiorys
W 1972 została absolwentką teologii na Uniwersytecie Kopenhaskim. Od 1973 pracowała jako duchowna Kościoła Ewangelicko-Luterański Danii na wyspie Amager. Zaangażowała się w działalność polityczną w ramach liberalnej partii Venstre. W 1994 po raz pierwszy uzyskała mandat posłanki do Folketingetu. Z powodzeniem ubiegała się o reelekcję w wyborach w 1998 i 2001, zasiadając w duńskim parlamencie do 2005.
W listopadzie 2001 została ministrem do spraw kościelnych w pierwszym rządzie Andersa Fogh Rasmussena. Urząd ten sprawowała do lutego 2005.